# Milaim Rama
Milaim Rama - em servo-croata, Milajim Rama (Vitina, 29 de fevereiro de 1976) é um ex-futebolista profissional suíço que disputou a Eurocopa de 2004.

## Carreira
Jogou a maior parte da carreira, iniciada em 1997, no Thun, pelo qual disputou 354 partidas e marcou 104 gols em 2 passagens pelo clube. Defendeu ainda o Augsburg por uma temporada e o Schaffhausen, também por um ano. Deixou os gramados em 2012, prejudicado por lesões.

## Seleção Suíça
De origem kosovar, o atacante optou em defender a Suíça em 2003. No ano seguinte, integrou a equipe que disputou a Eurocopa de 2004, realizada em Portugal. Jogou apenas contra a França, entrando no lugar de Daniel Gygax, mas não evitou a eliminação na primeira fase.